# Stiftung Kinderzukunft
Die Stiftung Kinderzukunft ist eine deutsche Stiftung bürgerlichen Rechts und leistet als Kinderhilfswerk seit 1988 Kindern in Not Hilfe. Mit Ernährungs-, Gesundheits- und Bildungsprojekten weltweit sowie eigenen Kinderdörfern, Schulen und Ausbildungseinrichtungen in Mittelamerika und Osteuropa hilft die Stiftung Straßen- und Waisenkindern. Die Stiftung ist aus der vormaligen Rudolf-Walther-Stiftung des Unternehmensgründers von Möbel Walther in Gründau hervorgegangen. Der Sitz befindet sich in Gründau.

## Tätigkeitsfelder
Die Stiftung unterhält eigene Kinderdörfer, Schulen und Ausbildungseinrichtungen in Guatemala, Bosnien und Herzegowina sowie Rumänien. Dort erhalten die Kinder und Jugendlichen neben der Fürsorge eine umfassende Schul- und anschließende Berufsausbildung. Ziel ist es, ihnen eine Hilfestellung für eine selbstständige und lebenswerte Zukunft zu geben, um damit vor allem eine lebenslange Abhängigkeit von Nothilfe zu verhindern.
Darüber hinaus führt die Stiftung kofinanzierte Ernährungs-, Gesundheits- und Bildungsprojekte durch. Dadurch erhalten neben Kindern in Mittelamerika und Osteuropa auch Kinder in Afrika und Asien Hilfe.
Seit 1998 organisiert die Stiftung die deutschlandweite Aktion „Weihnachtspäckchen für Kinder in Not“. Jedes Jahr beteiligen sich Tausende Kindergärten, Schulen, Unternehmen und Privatpersonen an der Aktion. 2024 wurden dabei rund 37.000 Päckchen gesammelt und mithilfe ehrenamtlicher Helfer zu bedürftigen Kindern in die Elendsviertel Rumäniens, der Ukraine sowie Bosnien und Herzegowinas gebracht.

## Organisation
Die Arbeit finanziert sich durch Spenden. Es besteht die Möglichkeit, Patenschaften für Kinder in den Kinderdörfern zu übernehmen. Da die Verwaltungskosten durch Erträge des Stiftungsvermögens und zweckgebundene Zuwendungen gedeckt werden, gelangen die Spendengelder direkt und ohne Abzüge zu den Kindern. Die Kinderzukunft trägt seit mehr als 30 Jahren ununterbrochen das Spenden-Siegel des Deutschen Zentralinstituts für soziale Fragen (DZI). Außerdem ist sie Mitglied bei der Initiative Transparente Zivilgesellschaft sowie im Verband Entwicklungspolitik und Humanitäre Hilfe (VENRO).

## Botschafter
Folgende Persönlichkeiten unterstützen die Stiftungsarbeit:
- Sören Bartol, Mitglied des Deutschen Bundestages
- Marieluise Beck, ehemaliges Mitglied des Deutschen Bundestages
- Hans Eichel, Bundesminister a. D.
- Christine Eixenberger, Schauspielerin und Kabarettistin
- Karl Eyerkaufer, Landrat a. D.
- Claus Theo Gärtner, Schauspieler und Regisseur
- Andreas Hieke, Moderator beim Hessischen Fernsehen
- Frank Lehmann, Wirtschaftsjournalist
- Dr. Katja Leikert, ehemaliges Mitglied des Deutschen Bundestages
- Oana Nechiti, Tänzerin und Choreografin
- Markus Philipp, Moderator beim Hessischen Rundfunk
- Dr. Sascha Raabe, ehemaliges Mitglied des Deutschen Bundestages
- Cécile Schortmann, Moderatorin bei 3sat und beim Hessischen Fernsehen
- Toni Schumacher, ehemaliger Torhüter der deutschen Fußballnationalmannschaft
- Jessica Schwarz, Schauspielerin
- Christian Schwarz-Schilling, ehemaliger Hoher Repräsentant und EU-Sonderbeauftragter für Bosnien und Herzegowina
- Dannyjune Smith, Countrysängerin
- Thomas M.Stein, Musikproduzent
- Peter Tauber, ehemaliges Mitglied des Deutschen Bundestages
- Rudi Völler, ehemaliger Sportchef Bayer 04 Leverkusen
- Heidemarie Wieczorek-Zeul, ehemalige Bundesministerin für wirtschaftliche Zusammenarbeit und Entwicklung

## Anerkennungen
- 2008 wurde die Stiftung vom Land Hessen als „Stiftung des Monats“ und 2009 als „Stiftung des Jahres“ ausgezeichnet.[4]